# Lista de regiões da Noruega por IDH

Mapa das regiões norueguesas por Índice de Desenvolvimento Humano em 2017.
Legenda:
> 0.950
0.950 - 0.940
0.940 - 0.930
0.930 - 0.920
< 0.920

Esta é uma lista das regiões e condados da Noruega por Índice de Desenvolvimento Humano (IDH) em 2017.
| Posição        | Região               | Condados                                      | IDH (2017)     | País comparável (2017)      |
| IDH muito alto | IDH muito alto       | IDH muito alto                                | IDH muito alto | IDH muito alto              |
| -------------- | -------------------- | --------------------------------------------- | -------------- | --------------------------- |
| 1              | Oslo e Akershus      | Oslo e Akershus                               | 0.968          | Suíça                       |
| 2              | Noruega Ocidental    | Hordaland, Sogn og Fjordane e Møre og Romsdal | 0.957          | Suíça                       |
| –              | Noruega              |                                               | 0.953          | Suíça                       |
| 3              | Trøndelag            | Trøndelag Setentrional e Trøndelag Meridional | 0.952          | Suíça                       |
| 4              | Agder e Rogaland     | Aust-Agder, Vest-Agder e Rogaland             | 0.947          | Suíça                       |
| 5              | Noruega Setentrional | Nordland, Troms e Finnmark                    | 0.934          | Islândia, Suécia, Hong Kong |
| 6              | Hedmark e Oppland    | Hedmark e Oppland                             | 0.925          | Canadá, Estados Unidos      |
| 7              | Sør-Østlandet        | Østfold, Buskerud, Vestfold e Telemark        | 0.917          | Nova Zelândia               |